# Tantilla atriceps
Espèce
Synonymes
- Homalocranium atriceps Günther, 1895

Statut de conservation UICN

 LC  : Préoccupation mineure
Tantilla atriceps  est une espèce de serpents de la famille des Colubridae.

## Répartition
Cette espèce se rencontre :
- au Mexique dans les États du Sonora, du Chihuahua, dans le nord-est du Durango, dans le Coahuila, dans le Nord-Est du Zacatecas, dans le San Luis Potosí, dans l'ouest du Nuevo León et dans le Tamaulipas ;
- aux États-Unis dans l'ouest du Texas, dans le sud du Nouveau-Mexique et dans le sud-est de l'Arizona.

## Description
Dans sa description l'auteur indique que les deux spécimens en sa possession mesurent environ 18 cm dont 5 cm pour la queue. Ce serpent a le dos roux olivâtre clair. Sa tête est noirâtre et bordée par un fin collier blanc au niveau de la nuque. Sa face ventrale est blanche.

## Étymologie
Son nom d'espèce, du latin atri, « noir », et ceps, « tête », lui a été donné en référence à sa livrée.

## Publication originale
- Günther, 1895 : Reptilia and Batrachia, Biologia Centrali-Américana, Taylor, & Francis, London, p. 1-326 (texte intégral).